# Joodse begraafplaats (Leens)
De Joodse begraafplaats van Leens in de provincie Groningen vormt een apart deel van de algemene begraafplaats aan de Achtervalge. De zelfstandige Joodse gemeenschap van Leens kreeg in 1878 dit deel van de begraafplaats in gebruik. De burgerlijke gemeente bleef echter eigenaar.
Op de begraafplaats staan 25 grafstenen in twee rijen: mannen en vrouwen. Dit komt op meerdere Joodse begraafplaatsen in de provincie Groningen voor. Bijzonder op deze begraafplaats zijn de drie bewaard gebleven houten grafmonumenten. Bekend is dat er ten minste nog één houten grafmonument meer heeft gestaan, maar dat deze is verdwenen.
De gemeente heeft beloofd de begraafplaats te onderhouden. Er is echter ook bepaald dat dit slechts zal duren tot 30 jaar na het sluiten van de algemene begraafplaats. Mocht de algemene begraafplaats ooit geruimd worden, dan is het aannemelijk dat de Joodse begraafplaats verplaatst zal moeten worden.